# Taking Liberties
Albums de Elvis Costello
Get Happy!!
(1980) Ten Bloody Marys and Ten How's Your Fathers
(1980)
Taking Liberties est une compilation américaine d'Elvis Costello and the Attractions constituée de chansons absentes des albums américains.  Elle est essentiellement constituée de faces B de singles, bien qu'il y ait également deux chansons inédites. Elle n'est sortie qu'aux États-Unis et au Canada et la liste des pistes est presque identique à celle de Ten Bloody Marys and Ten How's Your Fathers.

## Liste des pistes
| No  | Titre                                                                        | Auteur                       | Durée |
| --- | ---------------------------------------------------------------------------- | ---------------------------- | ----- |
| 1.  | Clean Money [Previously Unreleased]                                          | Elvis Costello               | 1:57  |
| 2.  | Girls Talk [B-side of "I Can't Stand Up for Falling Down", 1980]             | Costello                     | 1:56  |
| 3.  | Talking in the Dark [A-side, 1978]                                           | Costello                     | 1:56  |
| 4.  | Radio Sweetheart [B-side of "Less Than Zero", 1977]                          | Costello                     | 2:24  |
| 5.  | Black and White World (Demo Version) [Previously Unreleased]                 | Costello                     | 1:51  |
| 6.  | Big Tears [B-side of "Pump It Up", 1978]                                     | Costello                     | 3:10  |
| 7.  | Just a Memory [B-side of "New Amsterdam", 1980]                              | Costello                     | 2:14  |
| 8.  | Night Rally [from UK Version of This Year's Model, 1978]                     | Costello                     | 2:41  |
| 9.  | Stranger in the House [A-side, 1978]                                         | Costello                     | 3:01  |
| 10. | Clowntime is Over (Version 2) [B-side of "High Fidelity", 1980]              | Costello                     | 3:44  |
| 11. | Getting Mighty Crowded [B-side of "High Fidelity", 1980]                     | Van McCoy                    | 2:05  |
| 12. | Hoover Factory [Previously Unreleased]                                       | Costello                     | 1:43  |
| 13. | Tiny Steps [B-side of "Radio, Radio", 1978]                                  | Costello                     | 2:42  |
| 14. | (I Don't Want to Go to) Chelsea [from UK Version of This Year's Model, 1978] | Costello                     | 3:07  |
| 15. | Dr Luther's Assistant [B-side of "New Amsterdam", 1980]                      | Costello                     | 3:28  |
| 16. | Sunday's Best [from UK Version of Armed Forces, 1979]                        | Costello                     | 3:22  |
| 17. | Crawling to the U.S.A. [from Soundtrack to Americathon, 1979]                | Costello                     | 2:29  |
| 18. | Wednesday Week [B-side of "Talking in the Dark", 1978]                       | Costello                     | 2:02  |
| 19. | My Funny Valentine [B-side of "Oliver's Army", 1979]                         | Richard Rodgers, Lorenz Hart | 1:25  |
| 20. | Ghost Train [B-side of "New Amsterdam", 1980]                                | Costello                     | 3:05  |

## Position dans les charts
Album
| Année | Chart                | Position |
| ----- | -------------------- | -------- |
| 1980  | Billboard Pop Albums | 28       |